# Thilo Spötter
Thilo Spötter (auch Spöttler) (*  1856 in Nordhausen; † 8. Juni 1922 in Bad Kissingen) war ein deutscher Gutsbesitzer und Abgeordneter des Provinziallandtages der preußischen Provinz Hessen-Nassau.

## Leben
Thilo Spötter war Pächter der Domäne in Mittelhof und stand im Range eines Oberamtmanns. Aus dieser Funktion heraus erhielt er 1915 einen Sitz im Kurhessischen Kommunallandtag des preußischen Regierungsbezirks Kassel,  aus dessen Mitte er ein Mandat für den Provinziallandtag der Provinz Hessen-Nassau erhielt. Er war bis 1916 in den Parlamenten und hier Mitglied des Eingabeausschusses. 